# Bulbophyllum angustifolium
Bulbophyllum angustifolium là một loài phong lan thuộc chi Bulbophyllum.